# VK Liezele
VK Liezele was een Belgische voetbalclub uit Liezele. De club sloot in 1976 aan bij de KBVB met stamnummer 8404.
In 1989 nam de club ontslag uit de KBVB.

## Geschiedenis
VK Liezele werd eind maart 1976 opgericht en sloot een paar weken later aan bij de KBVB.
Men ging van start in Vierde Provinciale, waar de resultaten tot 1982 weinig opmerkelijk waren, de club eindigde meestal onder in het klassement.
Dat veranderde begin jaren tachtig, na een vijfde en een vierde plaats in 1983 en 1984, mocht de club in 1985 als tweede na kampioen FC Oppuurs naar Derde Provinciale.
Het verblijf op het derde provinciale niveau duurde maar één seizoen, men eindigde voorlaatste, voor het meegepromoveerde Oppuurs, en VK Liezele moest terug naar Vierde Provinciale.
De club eindigde in zijn laatste drie seizoenen telkens voorlaatste voor het drie maal als laatste geklasseerde SV Terhagen.
In 1989 verdwenen beide clubs samen uit de KBVB. SV Terhagen was ook in 1976 lid geworden van de KBVB.